# 國立嘉義大學新民校區
國立嘉義大學新民校區位於嘉義市西區新民路580號，是國立嘉義農業專科學校舊址，佔地約11.09公頃。1938年嘉義農林學校由山仔頂（嘉義公園旁、今嘉義高商現址）遷校至該校區，1985年遷校至蘭潭校區後荒廢。2006年重啟為民生校區，12月再更名新民校區。

## 校區沿革
1919年4月，「臺灣總督府嘉義農林學校」於山仔頂（嘉義公園旁、今「嘉義高商」現址）創校，為臺灣第一所農林學校，以「培養農業及林業人才」為宗旨。1921年易名「臺南州立嘉義農林學校」。
1938年7月，由山仔頂遷校至嘉義市民生南路。1945年11月易名「臺灣省立嘉義農業職業學校」，1951年7月易名「臺灣省立嘉義高級農業職業學校」，1954年8月1日，被選為示範農校，易名「臺灣省立嘉義示範高級農業職業學校」，成立蘭潭分部，1965年3月升格改制為「臺灣省立嘉義農業專科學校」，為五年制專科學校。1971年設立二年制夜間部，1975年增設二年制日間部。1981年7月改隸中央，易校名為「國立嘉義農業專科學校」，1985年遷校至蘭潭校區後荒廢。
2006年民生校區管理學院新建大樓落成，「國立嘉義大學」啟用民生校區，管理學院遷入該校區，12月民生校區易名為新民校區。2016年8月1日，成立獸醫學院，包括獸醫系學士、碩士及在職專班，加上附屬動物醫院、雲嘉南動物疾病診斷中心從農學院移出，是國內大學第四所獸醫學院。

## 校園環境
目前設於新民校區的行政單位是新民聯合辦公室、健康中心、圖書館新民分館、電算中心、國際會議廳、管理學院A棟、管理學院B棟、獸醫館（含獸醫系、獸醫學院附設動物醫院、雲嘉南動物疾病診斷中心）等。

### 校門
新民校區的校門目前有三座－新民路的正門、民生南路的後門及世賢路四段的側面。側門為獸醫館入口，後門原為嘉義農專舊址的正門。

### 圖書館新民分館
2000年9月管理學院成立後，暫時於林森校區設置「國立嘉義大學圖書館林森分館」，2006年2月管理學院搬遷至民生校區；「國立嘉義大學圖書館民生分館」正式啟用。11月行政會議通過改名為「國立嘉義大學圖書館新民分館」。2015年6月裁撤林森分館。
新民分館館舍位於管理學院B棟大樓二樓D02-201室,建坪約1,071平方公尺。館內規劃為期刊區、參考書區、書庫區、電腦檢索區、討論室、辦公區及流通櫃檯，有閱覽座位52席。

### 教學場館
「管理學院A棟」為管理學院使用之管院各學系辦公室、教授辦公室、研究生研究室、視聽教室、社團教室。「管理學院B棟」為新民聯合辦公室、健康中心、圖書館新民分館、電算中心、語言教室、新民校區學生餐廳、普通教室、研究生研究室、國際會議廳。
「獸醫館」為獸醫學院、獸醫學系、動物醫院、雲嘉南動物疾病診斷中心使用之場館。一樓為動物醫院、雲嘉南動物疾病診斷中心辦公室，二樓為獸醫學系辦公室，三樓為獸醫學院辦公室，五樓為雲嘉南動物疾病診斷中心實驗室等。

### 飲食設施
新民校區學生餐廳位於管理學院B棟一樓

### 體育設施
運動場館有運動場、網球場、籃球場、游泳池。

### 教職員生宿舍
新民校區學生宿舍為明德樓（男女學生宿舍）。

## 外部連結
- 國立嘉義大學（页面存档备份，存于）